# Faleniu
Faleniu è un villaggio delle Samoa Americane appartenente alla contea di Tualauta del Distretto occidentale. In base al censimento del 2000 ha 2 056 abitanti.